# Морозко (фильм, 1924)
«Моро́зко» — советский чёрно-белый немой короткометражный фильм-сказка, поставленный на студии «Межрабпом-Русь» в 1924 году режиссёром Юрием Желябужским по мотивам русской народной сказки «Морозко». Премьера фильма в СССР состоялась 9 апреля 1924 года. Актёрский дебют в кино советского актёра Бориса Ливанова.
Первая советская лента для детей. Первая лента студии «Межрабпом-Русь». Единственная советская киносказка 1920-х годов.
В 1925 году фильм был показан в Лондоне.

## Сюжет
По русской народной сказке.
Жили-были старик со старухой и были у них две дочери. Марфушка была красавицей и приходилась падчерицей старухе, родная дочь которой была дурнушкой. Марфуша была трудолюбивой, но жилось ей тяжело. Сварливая и злая мачеха баловала свою своенравную и капризную дочь, а падчерицу заставляла работать непосильно. Решила старуха извести падчерицу, велела мужу свезти её в дремучий лес, да там и оставить. Хоть и жалел старик дочку, но выполнил приказ жены. Осталась девушка одна в лесу в ожидании смерти от холода. Но Дед-Мороз пожалел Марфушу, наградил подарками дорогими и прислал красавца-жениха — Морозко. Как узнала о том мачеха, так и собственную родную дочь повелела отвезти в лес. Но дурнушка нагрубила Деду-Морозу, накричала на него, и нагнал он на неё страшный холод, так что та обледенела и замёрзла. А Морозко с Марфушей поженились.

## Съёмочная группа
| Функция        | Исполнитель       |
| -------------- | ----------------- |
| Автор сценария | Юрий Желябужский  |
| Режиссёр       | Юрий Желябужский  |
| Оператор       | Юрий Желябужский  |
| Художник       | Виктор Симов      |
| Художник       | Сергей Козловский |
| Гримёр         | Н. Сорокин        |

## Актёры
| Актёр                 | Роль              |
| --------------------- | ----------------- |
| Виталий Лазаренко     | Мороз             |
| Варвара Массалитинова | старуха           |
| Василий Топорков      | старик            |
| Галина Громова        | дочь              |
| Клавдия Еланская      | падчерица Марфуша |
| Борис Ливанов         | Морозко           |
| Анатолий Нелидов      | эпизод            |

## Технические данные
Фильм был снят в 1924 году на студии «Межрабпом-Русь» на черно-белой плёнке, состоявшей из четырёх частей, общей длиной 1050 метров. Фильм был немым. Ему было выдано прокатное удостоверение ВЭ 9.IV 1924 г. Длительность фильма составляет 40 минут.

## Показы в Лондоне
В 1925 году фильм показывался в Лондоне. Специально для лондонских показов советской киносказки «Морозко» композитором Фредериком Лоуренсом была написана первая в истории Британии полностью оригинальная музыка к кинофильму. По состоянию на 1927 год сказка ежегодно демонстрировалась английским обществом Сближения в рождественские праздники и пользовалась большим успехом. В апреле 2011 года на 14-м Британском фестивале немого кино в лондонском кинотеатре Barbican Cinema партитура Лоуренса к русскому фильму «Морозко» впервые прозвучала в виде, восстановленном профессором Центра аудиовизуальных исследований лондонского университета Ройял Холлоуэй Джулией Браун, в живом исполнении под руководством дирижёра Филиппа Эллиса.

## Критика
На прошедшем в первой половине октября 1924 года устроенном культ-объединением Госкино диспуте о принципах клубной кино-работы выступавший в качестве докладчика заведующий фабрикой Госкино Голлендер указал на скверное обстоятельство дел с детскими картинами, отдельно отметив то, что пресловутый «Морозко» лишён надлежащей идеологии.
В 1927 году Блюм и Яшин на страницах журнала «Искусство в школе» назвали «Морозко» первой советской лентой, предназначенной для детей, и отметили её соответствие старому образцу, то есть сведение к сказочной фееричности, характерное для детских кинофильмов дореволюционного времени. Особым недостатком картины, помимо сказочности сюжета, Блюм и Яшин сочли то, что основной идеей сюжета является законность награды за угодливость и покладистость.
В 1959 году Иосиф Долинский в очерке, посвящённом развитию детского кино в 1935—1941 годах, отметил, что фильм «Морозко», поставленный Желябужским в 1924 году по русской сказке, являлся попыткой утвердить сказку в детском кино. Долинский утверждал, что лента была снята в реалистических традициях. По мнению Долинского, творческому коллективу фильма удалось передать своеобразие русской сказки на экран. Долинский нашёл фильм интересным и в актёрском плане, он отметил злобу и сварливость Старухи в исполнении В. Массалитиновой, тихость и безвольность Старика в исполнении В. Топоркова, удалость и весёлость красавца жениха Морозко в исполнении Б. Ливанова
В 1974 году Станислав Ростоцкий на страницах журнала «Искусство кино» утверждал, что, несмотря на то, что студия «Межрабпом-Русь» (впоследствии ставшая студией детских и юношеских фильмов имени Горького) не задумывалась как «детская», обстоятельства сложились таким образом, что самым первым снятым на ней фильмом стала киносказка «Морозко» Ю. Желябужского.
В 2019 году Галина Кабакова в своей монографии «От сказки к сказке» утверждала, что короткометражная киносказка «Морозко» режиссёра Желябужского осталась единственным опытом экранизации сказки в Советском Союзе в 1920-е годы.